# Ернст II (герцог Саксен-Альтенбурзький)
Ернст II (нім. Ernst II.), повне ім'я Ернст Бернхард Георг Йоганн Карл Фрідріх Петер Альберт Саксен-Альтенбурзький (нім. Ernst Bernhard Georg Johann Karl Friedrich Peter Albert von Sachsen-Altenburg), 31 серпня 1871 — 27 березня 1955) — останній правлячий герцог Саксен-Альтенбурзький у 1907—1918 роках. Походив з Ернестинської лінії Веттінів. Син кронпринца Моріца Саксен-Альтенбурзького та принцеси Саксен-Мейнінгенської Августи.
Під час Першої світової війни у 1914—1916 роках воював у діючій армії на Західному фронті, відмовившись від штабних посад.
Після Листопадової революції 1918 року розлучився з дружиною, продовжив навчання та оселився у мисливському замку Фрьоліхе-Відеркунфт у Троккенборн-Вольферсдорфі під іменем барона фон Різенека.
Після Другої світової війни його замок опинився у Радянській зоні окупації Німеччини, і Ернст прийняв громадянство НДР, ставши єдиним правителем колишньої Німецької імперії, який зважився на такий крок. Фрьоліхе-Відеркунфт було конфісковано у 1946 році, однак герцогу дозволили проживати там до кінця життя. Помер у березні 1955 року, останнім з німецьких володарів.

## Біографія
Народився 31 серпня 1871 року в Альтенбурзькому замку. Став єдиним сином та четвертою дитиною в родині кронпринца Саксен-Альтенбургу Моріца та його дружини Августи Саксен-Майнінгенської. Мав старших сестер Марію Анну, Єлизавету та Маргариту. За два роки з'явилась молодша — Луїза Шарлотта. Мешкало сімейство у Палаці Принца в Альтенбурзі.
Від 1884 року відвідував Вітцумську гімназію у Дрездені, у 1886—1889 роках — гімназію в Айзенбергу. У 1890 році почав навчання в Університеті Лозанни, де став членом студентського братства Société d’Étudiants Germania Lausanne. У 1891—1892 роках провів два семестри в Єнський університет, де вивчав природничі та політичні науки, а також історію та філософію. Був членом студентського братства Corps Franconia Jena. У 1892 році перейшов до Гайдельберзького університету. З наступного року відвідував військове училище у Касселі й у 1894 році здав військовий екзамен у Берліні. У вересні 1894 став лейтенантом 1-го гвардійського піхотного полку прусської армії, який очолював Густав фон Кессель.

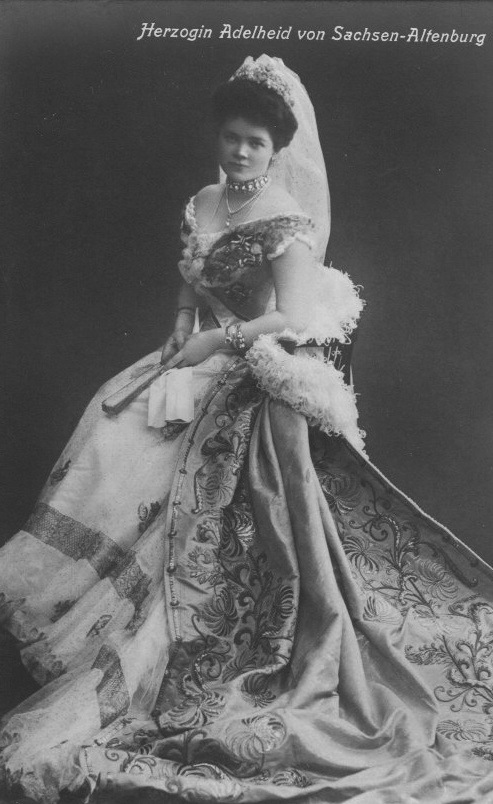
Адельгейда Шаумбург-Ліппська

У 26 років одружився із 22-річною принцесою Шаумбург-Ліппе Адельгейдою, кузиною правлячого князя Георга, який, в свою чергу, вже більше десятиліття був одружений з сестрою Ернста, Марією Анною. Весілля пройшло 27 лютого 1898 у Бюккебурзі. Пара оселилась на віллі в Потсдамі. У них народилося четверо дітей. У 1903—1905 роках Ернст служив при Генеральному штабі Німеччини, брав участь у кількох військових навчаннях.
У травні 1907 року втратив батька, а у лютому 1908 року став правлячим герцогом Саксен-Альтенбургу. В той же час був призначений почесним шефом 8-го Тюринзького піхотного полку № 153 і 1-го Королівського саксонського єгерського батальйону № 12 та нагороджений орденом Чорного орла.
Вважався правителем близьким до народу, оскільки регулярно влаштовував аудієнції для всіх. Був відкритим для нововведень та технологій. Цікавився радіотелеграфом та телефонією, вважався експертом повітроплавання. Став першим власником автівки у герцогстві. Після того, як у 1909 році на території полігону біля Альтенбургу сів дирижабль, наказав перетворити місцину на аеродром, який офіційно було відкрито у червні 1913 року. У 1911 році здійснив експедицію до Шпіцбергену. Зустрічався із відомими мандрівниками Свеном Гедіном та Фрітьйофом Нансеном. Був відомий пристрастю до театру.
Із початком Першої світової війни, вже маючи чин генерал-лейтенанта, відмовився від роботи при штабі та очолив 8-й Тюринзький піхотний полк № 153, який у складі IV корпусу брав участь у наступі на Західному фронті. 19 серпня 1914 року отримав звання генерала піхоти. Після битви на Марні був нагороджений Залізним хрестом 1-го класу. 7 жовтня 1914 року отримав під своє командування 16-ю піхотну бригаду, 20 березня 1915 — 8-у дивізію, яка відзначилася у битві на Соммі. 30 травня 1915 року був нагороджений орденом Pour le Mérite та залишив дійсну армію. 4 квітня 1916 року був знову поставлений на чолі 8-ї дивізії, але в серпні 1916 року остаточно комісований через хворобу.
У 1918 році почалася Листопадова революція. Ернст не наважувався ввести загальне виборче право, і 7 листопада 1918 року відбулися заворушення в Альтенбурзі. Намагаючись впоратися з ситуацією, герцог призначив до уряду трьох демократів, але 13 листопада йому довелося зректися престолу.
Після зречення став приватною особою та мешкав в готелі у Берліні. З квітня 1919 року почав відвідувати лекції з фізики, філософії та океанології у Берлінському університеті. У липні того ж року старша донька взяла шлюб із прусським принцом Сиґізмундом. Дружина невдовзі залишила його через часті захоплення герцога акторками. 17 січня 1920 року було оформлене їхнє розлучення. Адельгейда більше не одружувалася. Ернст у вересні 1920 року оголосив про свої заручини з оперною співачкою Хеленою Томас, яка в часи війни мала ангажемент у Герцогському театрі Альтенбурга, однак шлюб не відбувся.

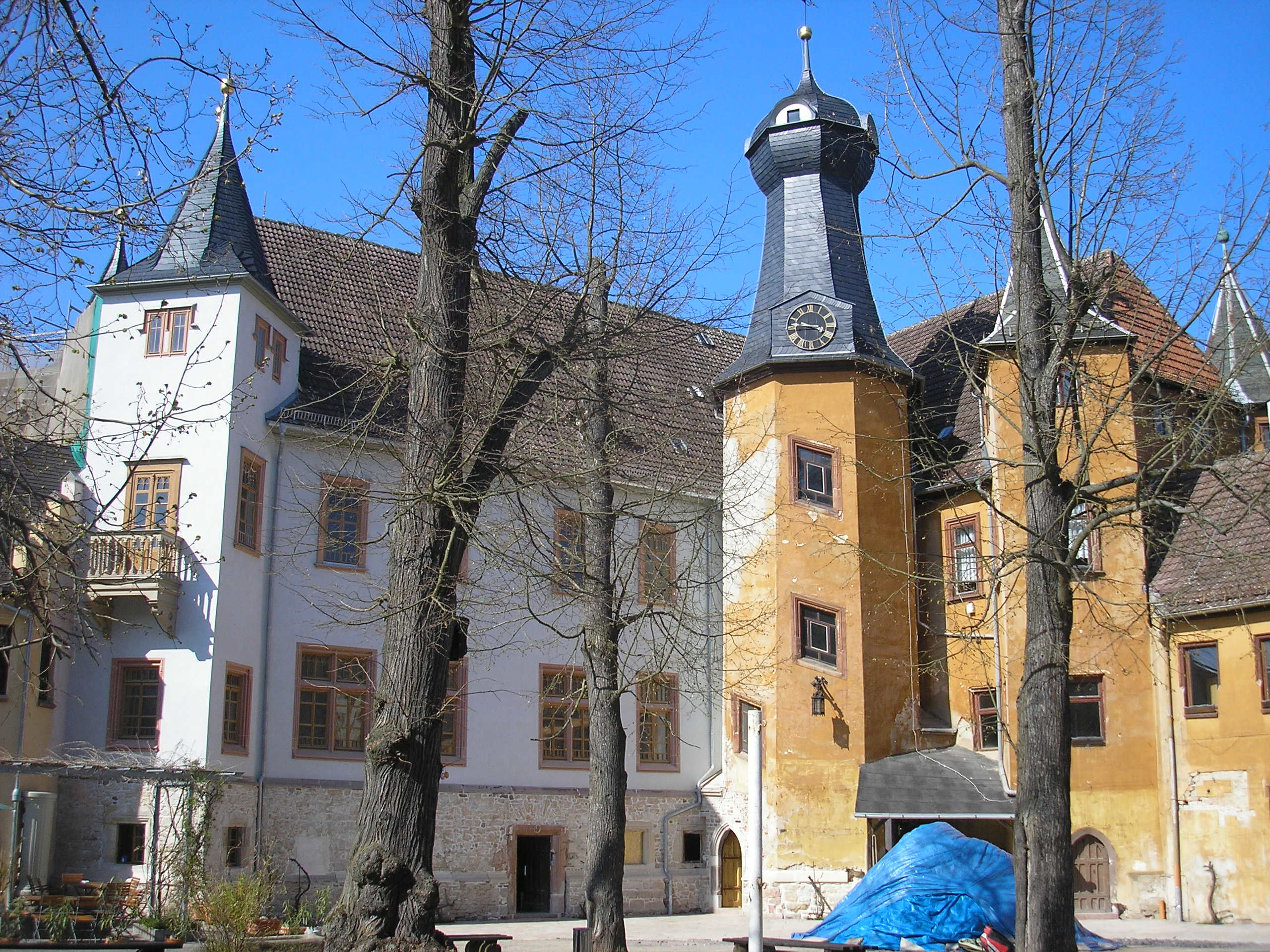
Фрьоліхе-Відеркунфт

У 1922 році оселився в мисливському замку Фрьоліхе-Відеркунфт в Трокенборн-Вольферсдорфі під ім'ям «Ернст, барон фон Різенек». За допомогою астронома Курда Кіссхауера обладнав там сучасну обсерваторію. На початку 1930-х років навчався в Астрофізичному інституті при Єнському університеті. У 1934 році міністр юстиції Тюрінгії дозволив йому використовувати ім'я «Ернст, герцог Саксен-Альтенбурзький», що раніше було заборонено.
У віці 62 років узяв морганатичний шлюб із 40-річною акторкою Марією Мартою Трібель, своєю давньою подругою. Весілля пройшло 15 липня 1934 у замку Фрьоліхе-Відеркунфт. Марія отримала титул баронеси фон Різенек. Дітей у них не було. Разом пара залишалася до самої смерті Ернста.
1 травня 1937 року Ернст вступив до лав НСРПН, отримавши членський квиток № 4 868 032. Наступного року став почесним жителем Альтенбурга. 10 квітня 1943 року офіційно передав Альтенбурзький замок місту, який фактично використовувався муніципалітетом ще з 1918 року.
Після Другої світової війни замок Фрьоліхе-Відеркунфт опинився у Радянській зоні окупації Німеччини. Герцог відмовився пристати на пропозицію старшого сина та виїхати до замку Гамборн у британській зоні окупації й прийняв громадянство НДР. Хоча в 1946 році в рамках земельної реформи замок був конфіскований, компетентний радянський комендант надав Ернсту право довічного проживання в ньому.
27 березня 1955 року Ернст помер останнім із колишніх правителей Німецької імперії. Був похований в гробниці, названій його іменем, у Троккенборн-Вольферсдорфі.

## Родина

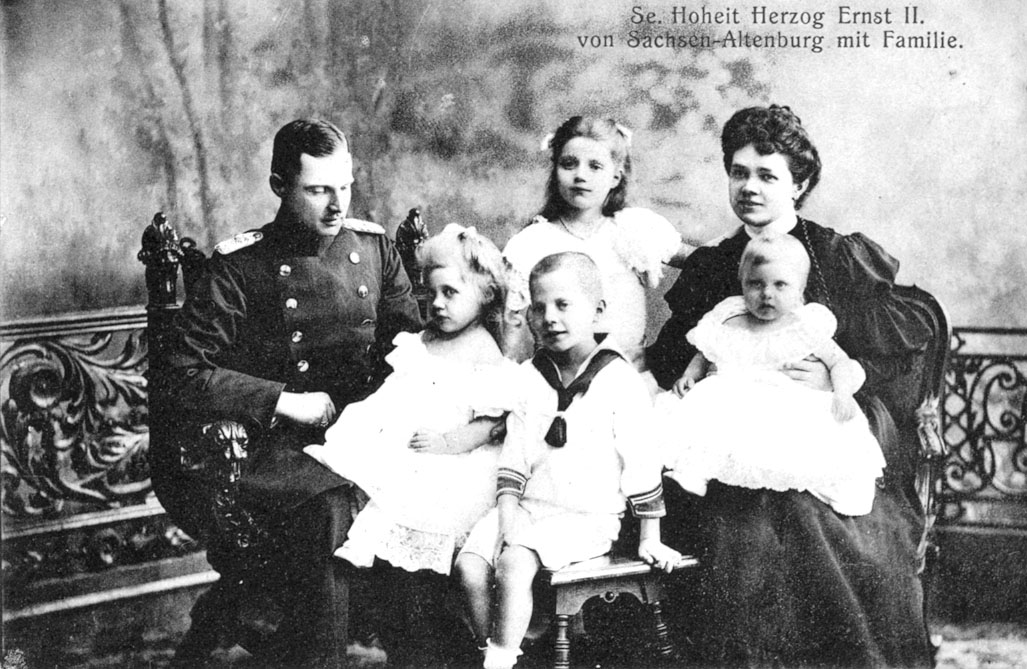
Ернст у колі родини близько 1906

Дружина — Адельгейда, принцеса Шаумбург-Ліппе
Діти:
- Шарлотта (1899—1989) — дружина принца Сигізмунда Пруського, мала сина та доньку, переїхала із чоловіком до Гватемали, згодом — до Коста-Рики;
- Георг Моріц (1900—1991) — голова дому Саксен-Альтенбургів у 1955–1991, титулярний герцог Саксен-Альтенбурзький, одруженим не був, дітей не мав;
- Єлизавета (1903—1991) — одружена не була, дітей не мала;
- Фрідріх (1905—1985) — одруженим не був, дітей не мав.

## Нагороди

### Прусське королівство
- Столітня медаль (22 березня 1897)
- Пам'ятна відзнака Срібного весілля 1906
- Орден Чорного орла (1908)
- Орден Червоного орла, великий хрест (1908)
- Залізний хрест 2-го і 1-го класу
- Pour le Mérite (30 травня 1915)

### Саксонське королівство
- Орден Рутової корони
- Військовий орден Святого Генріха
  - лицарський хрест (9 листопада 1914)
  - командорський хрест 2-го класу (28 серпня 1916)

### Інші країни або династії
- Орден Серафимів (Шведсько-норвезька унія; 28 жовтня 1882)
- Орден дому Саксен-Ернестіне
  - великий хрест (1889)
  - великий магістр (7 лютого 1908)
- Орден Білого Сокола, великий хрест (Велике герцогство Саксен-Веймар-Айзенаське; 1892)
- Орден Вюртемберзької корони, великий хрест (1893)
- Орден Генріха Лева, великий хрест (Брауншвейзьке герцогство; 1894)
- Орден Андрія Первозванного (Російська імперія; 19 квітня 1909)
- Орден Слона (Данія)
- Орден дому Ліппе, почесний хрест 1-го класу
- Орден Вендської корони, великий хрест з короною в руді (Мекленбург)
- Орден Заслуг герцога Петра-Фрідріха-Людвіга, великий хрест із золотою короною (Велике герцогство Ольденбурзьке)
- Орден Альберта Ведмедя, великий хрест (Ангальтське герцогство)
- Орден «Святий Олександр», великий хрест (Болгарське царство)
- Орден «Османіє» 1-го класу
- Почесний хрест ветерана війни з мечами (Третій Рейх)
- Почесний громадянин міста Альтенбург (1938)

## Вшанування
Вільгельм Фільхнер назвав на честь герцога відкриту ним затоку в Антарктиді. 